# Microspora
Microspora – rodzaj zielonych alg z rodziny Microsporaceae. Microspora są autotroficznymi protistami podobnymi do grzybów, które często charakteryzują się wieloma segmentami.